# Список Героев Советского Союза (Кировоградская область)
Список Героев Советского Союза из Кировоградской области Украины.

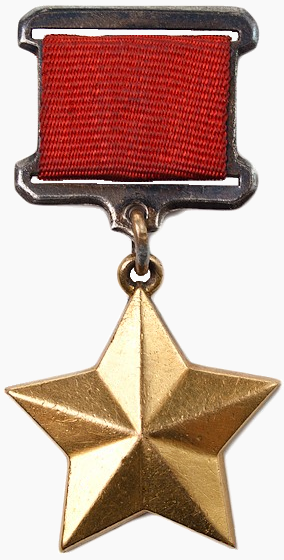
Медаль «Золотая Звезда» — вручалась Героям Советского Союза

| №   | Фамилия, Имя Отчество                | Год рождения |
| --- | ------------------------------------ | ------------ |
| 1   | Алексеенко, Александр Минович        | 1924         |
| 2   | Ананьев, Иван Фёдорович              | 1910         |
| 3   | Антонов, Антон Антонович             | 1919         |
| 4   | Аристархов, Дмитрий Аврамович        | 1923         |
| 5   | Байбаренко, Григорий Николаевич      | 1919         |
| 6   | Балаханов, Дмитрий Александрович     | 1904         |
| 7   | Балицкий, Григорий Васильевич        | 1906         |
| 8   | Балицкий, Леонид Маркович            | 1917         |
| 9   | Барвинский, Алексей Дмитриевич       | 1924         |
| 10  | Берестовенко, Михаил Парфирович      | 1921         |
| 11  | Бондаренко, Иван Максимович          | 1918         |
| 12  | Бондарь, Владимир Павлович           | 1913         |
| 13  | Булда, Степан Константинович         | 1912         |
| 14  | Велигин, Пётр Владимирович           | 1923         |
| 15  | Вербовский, Иван Устинович           | 1910         |
| 16  | Гаврилов, Кузьма Антонович           | 1922         |
| 17  | Галуган, Алексей Иванович            | 1912         |
| 18  | Галушкин, Василий Максимович         | 1925         |
| 19  | Говоров, Фёдор Иванович              | 1919         |
| 20  | Гончарь, Григорий Моисеевич          | 1916         |
| 21  | Горобец, Степан Христофорович        | 1913         |
| 22  | Гришко, Павел Саввович               | 1916         |
| 23  | Гуренко, Кузьма Иосифович            | 1909         |
| 24  | Дыдышко, Александр Иванович          | 1911         |
| 25  | Дикий, Михаил Прокофьевич            | 1917         |
| 26  | Дрыгин, Василий Михайлович           | 1921         |
| 27  | Евплов, Иван Гаврилович              | 1920         |
| 28  | Евтушенко, Никифор Тимофеевич        | 1917         |
| 29  | Едкин, Виктор Дмитриевич             | 1919         |
| 30  | Жежеря, Александр Ефимович           | 1910         |
| 31  | Жердий, Евгений Николаевич           | 1918         |
| 32  | Задорожный, Михаил Игнатьевич        | 1920         |
| 33  | Захарченко, Михаил Дмитриевич        | 1910         |
| 34  | Иванченко, Андрей Фёдорович          | 1904         |
| 35  | Индык, Иван Степанович               | 1917         |
| 36  | Ищенко, Василий Каленикович          | 1919         |
| 37  | Ищенко, Иван Митрофанович            | 1912         |
| 38  | Калиниченко, Григорий Мартынович     | 1903         |
| 39  | Каневский, Александр Денисович       | 1923         |
| 40  | Кива, Алексей Минович                | 1915         |
| 41  | Кияшко, Виктор Иванович              | 1920         |
| 42  | Кобец, Фёдор Семёнович               | 1913         |
| 43  | Кобылянский, Иван Александрович      | 1921         |
| 44  | Коваль, Иван Иванович                | 1910         |
| 45  | Ковачевич, Аркадий Фёдорович         | 1919         |
| 46  | Колесниченко, Василий Ефремович      | 1915         |
| 47  | Конько, Иван Кузьмич                 | 1919         |
| 48  | Корнер, Виктор Дмитриевич            | 1912         |
| 49  | Костюк, Фёдор Семёнович              | 1915         |
| 50  | Кочерга, Павел Евтихиевич            | 1911         |
| 51  | Кошевой, Пётр Кириллович             | 1904         |
| 52  | Кравцов, Иван Савельевич             | 1914         |
| 53  | Кравченко, Владимир Ильич            | 1920         |
| 54  | Крамаренко, Андрей Макарович         | 1918         |
| 55  | Крюченко, Владимир Филиппович        | 1926         |
| 56  | Кувика, Иван Иванович                | 1919         |
| 57  | Кулик, Иосиф Афанасьевич             | 1912         |
| 58  | Куропятников, Григорий Александрович | 1921         |
| 59  | Лановенко, Марк Трофимович           | 1912         |
| 60  | Лев, Борис Давидович                 | 1911         |
| 61  | Линник, Павел Дмитриевич             | 1916         |
| 62  | Литвинов, Николай Ефимович           | 1917         |
| 63  | Лунёв, Павел Фёдорович               | 1918         |
| 64  | Луценко, Ануфрий Максимович          | 1908         |
| 65  | Лядский, Тимофей Сергеевич           | 1913         |
| 66  | Мазуренко, Алексей Ефимович          | 1917         |
| 67  | Маляренко, Михаил Сафронович         | 1918         |
| 68  | Манита, Архип Самойлович             | 1922         |
| 69  | Маринский, Иван Антонович            | 1912         |
| 70  | Мациевич, Василий Антонович          | 1913         |
| 71  | Науменко, Степан Иванович            | 1920         |
| 72  | Невпряга, Николай Тимофеевич         | 1925         |
| 73  | Неменко, Степан Алексеевич           | 1911         |
| 74  | Овчаренко, Иван Тихонович            | 1909         |
| 75  | Онищенко, Григорий Харлампиевич      | 1913         |
| 76  | Онопа, Николай Савельевич            | 1913         |
| 77  | Орлов, Александр Игнатьевич          | 1918         |
| 78  | Осадчий, Александр Петрович          | 1907         |
| 79  | Осадчий, Денис Матвеевич             | 1899         |
| 80  | Осатюк, Дмитрий Иванович             | 1917         |
| 81  | Охман, Николай Петрович              | 1908         |
| 82  | Очеретько, Иван Данилович            | 1908         |
| 83  | Павловский, Фёдор Кириллович         | 1921         |
| 84  | Панченко, Алексей Яковлевич          | 1907         |
| 85  | Пасечник, Артём Спиридонович         | 1914         |
| 86  | Перекрестов, Григорий Никифорович    | 1904         |
| 87  | Поверенный, Александр Васильевич     | 1919         |
| 88  | Поворознюк, Иван Семёнович           | 1920         |
| 89  | Погорелов, Семён Алексеевич          | 1915         |
| 90  | Попов, Леонид Иванович               | 1945         |
| 91  | Резниченко, Семён Фёдорович          | 1911         |
| 92  | Семёнов, Дмитрий Иванович            | 1913         |
| 93  | Сербулов, Владимир Фёдорович         | 1921         |
| 94  | Сливка, Антон Романович              | 1918         |
| 95  | Сухомлин, Иван Моисеевич             | 1911         |
| 96  | Таран, Григорий Алексеевич           | 1912         |
| 97  | Тарасенко, Иван Иванович             | 1923         |
| 98  | Телешевский, Михаил Захарович        | 1915         |
| 99  | Ткаченко, Василий Иванович           | 1921         |
| 100 | Ткаченко, Владимир Матвеевич         | 1903         |
| 101 | Ткаченко, Платон Петрович            | 1915         |
| 102 | Топольников, Николай Никитич         | 1918         |
| 103 | Труд, Андрей Иванович                | 1921         |
| 104 | Тургель, Михаил Николаевич           | 1909         |
| 105 | Турчин, Василий Фёдорович            | 1922         |
| 106 | Уманский, Терентий Фомич             | 1906         |
| 107 | Усенко, Иван Романович               | 1924         |
| 108 | Филипенко, Леонид Николаевич         | 1914         |
| 109 | Филоненко, Пётр Евдокимович          | 1912         |
| 110 | Фисанович, Израиль Ильич             | 1914         |
| 111 | Цупренков, Степан Григорьевич        | 1922         |
| 112 | Цымбал, Андрей Калинович             | 1916         |
| 113 | Червоний, Логвин Данилович           | 1902         |
| 114 | Чередниченко, Иван Антонович         | 1910         |
| 115 | Черноморец, Владимир Данилович       | 1924         |
| 116 | Шаповалов, Афанасий Афанасьевич      | 1908         |
| 117 | Шашло, Тимофей Максимович            | 1915         |
| 118 | Шевченко, Иван Маркович              | 1924         |
| 119 | Шемендюк, Пётр Семёнович             | 1916         |
| 120 | Щур, Феодосий Андреевич              | 1915         |
| 121 | Якименко, Иван Родионович            | 1903         |
| 122 | Яремчук, Дмитрий Онуфриевич          | 1914         |